# Europeiska planeringsterminen
Den europeiska planeringsterminen, formellt europeiska planeringsterminen för samordning av den ekonomiska politiken, är en årligen återkommande sex månader lång samordningsprocess mellan Europeiska unionens medlemsstater kring budgetpolitik och ekonomisk politik. Den första planeringsterminen påbörjades i januari 2011. Den utgör en påbyggnad av den ursprungliga stabilitets- och tillväxtpakten.
Idén om planeringsterminen väcktes av Europeiska rådets ordförande Herman Van Rompuy som en följd av den skuldkris som drabbade Europeiska unionen och euroområdet under 2009 och 2010 på grund av finanskrisen 2008–2009. Europeiska rådet ställde sig bakom idén. Europeiska unionens råd antog den 7 september 2010 de nödvändiga reformerna för att inrätta planeringsterminen från och med 2011. Genom det så kallade sexpacket, som trädde i kraft den 13 december 2011, kodifierades planeringsterminen i unionsrätten.
Syftet med planeringsterminen är att medlemsstaterna ska kunna samordna sin finanspolitik, i enlighet med de samordnande befogenheter som unionen tilldelats genom grundfördragen. Europeiska rådet kartlägger vid sitt sammanträde i mars varje år vilka ekonomiska problem och utmaningar som finns i Europeiska unionen. I april månad måste varje medlemsstat presentera sina medelfristiga budgetstrategier i sitt stabilitets- respektive konvergensprogram utifrån de riktlinjer som Europeiska rådet antagit. I juli ska Europeiska rådet och Europeiska unionens råd ge ekonomisk-politiska råd till medlemsstaterna mot bakgrund av deras stabilitets- och konvergensprogram. Dessa råd ska slutligen ligga till grund för hur medlemsstaternas regeringar väljer att utforma sina nationella budgetar.
En studie genomförd av Europaparlamentet i juni 2014 visade att de flesta av de landspecifika rekommendationerna som antas inom ramen för den europeiska planeringsterminen aldrig genomförs. Endast 18 procent av kommissionens rekommendationer verkställs av medlemsstaterna.

## Genomförda planeringsterminer

### 2011
Den första planeringsterminen påbörjades i januari 2011. I mars 2011 kartlade Europeiska rådet de ekonomiska problemen och utmaningarna i unionen efter förslag från kommissionen. Under april lämnade varje medlemsstat in sitt stabilitets- eller konvergensprogram till kommissionen. Kommissionens förslag till rekommendationer, som översändes till Europeiska rådet, presenterades i juni 2011. Fem medlemsstater, Grekland, Irland, Lettland, Portugal och Rumänien, som alla stod under finansiell assistans från unionen och Internationella valutafonden (IMF), erhöll endast rekommendationen att följa de nationella program som finns för dessa nödlån. Övriga medlemsstater erhöll i olika hög utsträckning rekommendationer för att öka sin konkurrenskraft. Vid sitt toppmöte den 23 juni till den 24 juni 2011 avslutade Europeiska rådet den första planeringsterminen.

### 2012
I slutet av april 2012 hade alla medlemsstater presenterat sina stabilitets- eller konvergensprogram till kommissionen. Kommissionen utfärdade rekommendationer mot bakgrund av dessa program den 30 maj 2012. Vid Europeiska rådets sammanträde den 28 juni till den 29 juni 2012 behandlades dessa rekommendationer. De antogs av Europeiska unionens råd den 10 juli 2012 och därmed avslutades planeringsterminen för detta år.

### 2013
Under 2013 genomfördes den tredje planeringsterminen. Europeiska kommissionen föreslog i maj 2013 att förfarandet om alltför stora budgetunderskott skulle upphävas för flera medlemsstater, samtidigt som andra medlemsstater gavs längre tidsfrist för att få sina offentliga finanser i balans i enlighet med stabilitets- och tillväxtpakten. Europeiska kommissionen rekommenderade också att medlemsstaterna vidtar åtgärder för att öka tillväxten i unionen. Kroatien deltog som anslutande medlemsstat för första gången på frivillig och informell basis. En varning utfärdades mot Belgien, som rekommenderades att omedelbart korrigera sitt alltför stora budgetunderskott.
Under Europeiska rådets sammanträde den 27-28 juni 2013 diskuterades rekommendationerna. Europeiska unionens råd fattade det slutgiltiga beslutet den 9 juli 2013 och avslutade därmed planeringsterminen för 2013.

## Territoriellt tillämpningsområde
Europeiska planeringsterminen omfattar hela Europeiska unionen, även de medlemsstater som inte ingår i euroområdet.